# Coppa di Slovacchia 2020-2021 (pallavolo femminile)
La Coppa di Slovacchia 2020-2021 si è svolta dal 9 gennaio 2021 al 7 marzo 2021: al torneo hanno partecipato sette squadre di club slovacche femminili e la vittoria finale è andata per la quindicesima volta allo Slávia Bratislava.

## Regolamento
Alla competizione, intitolata alla memoria dell'ex pallavolista Štefan Pipa, hanno preso parte sette delle otto formazioni iscritte all'Extraliga (non ha partecipato la formazione federale del SVF); il torneo si sarebbe dovuto articolare in quarti di finale (a cui non avrebbe partecipato il Pezinok-Bilíkova, campione in carica nel torneo e primo in classifica al momento dell'interruzione dell'Extraliga 2019-20, qualificato direttamente in semifinale) e semifinali strutturate in gara di andata e ritorno e finale in gara unica.
A seguito della sospensione di tutte le competizioni sportive con l'eccezione della sola Extraliga a causa della pandemia di COVID-19, il programma e la formula del torneo sono stati rivisti trasformando il turno dei quarti di finale in una gara unica e considerando valide come partite di semifinale del torneo quelle disputate nella seconda fase del campionato. Coi punteggi di 3-0 e 3-1 sono stati assegnati 3 punti alla squadra vincente e 0 a quella perdente, col punteggio di 3-2 sono stati assegnati 2 punti alla squadra vincente e 1 a quella perdente; in caso di parità di punti dopo le due partite si è valutato prima il quoziente set e quindi il quoziente punti.
La finale del torneo, originariamente in programma per il 7 febbraio 2021 è stata posticipata al 28 febbraio 2021 causa COVID-19 e successivamente ulteriormente posticipata al 7 marzo 2021 a causa delle positività emerse all'interno del gruppo squadra dello Slávia Bratislava.

## Squadre partecipanti
| Squadra           | Qualificazione                                                          |
| ----------------- | ----------------------------------------------------------------------- |
| Brusno            | Partecipante all'Extraliga                                              |
| Hit Trnava        | Partecipante all'Extraliga                                              |
| Nové Mesto n/V    | Partecipante all'Extraliga                                              |
| Pezinok-Bilíkova  | Partecipante all'Extraliga Vincitrice della Coppa di Slovacchia 2019-20 |
| Prešov            | Partecipante all'Extraliga                                              |
| Slávia Bratislava | Partecipante all'Extraliga                                              |
| UKF Nitra         | Partecipante all'Extraliga                                              |

## Torneo

### Tabellone
|  | Quarti di finale  | Quarti di finale |  |           | Semifinali        | Semifinali | Semifinali |  |                   | Finale         | Finale |
|  |                   |                  |  |           |                   |            |            |  |                   |                |        |
|  |                   |                  |  |           | Pezinok-Bilíkova  | 1          | 0          |  |                   |                |        |
|  |                   |                  |  |           | Pezinok-Bilíkova  | 1          | 0          |  |                   |                |        |
|  |                   |                  |  |           | Slávia Bratislava | 3          | 3          |  |                   |                |        |
|  | Slávia Bratislava | 3                |  |           | Slávia Bratislava | 3          | 3          |  |                   |                |        |
|  | Slávia Bratislava | 3                |  |           |                   |            |            |  |                   |                |        |
|  | Prešov            | 0                |  |           |                   |            |            |  |                   |                |        |
|  | Prešov            | 0                |  |           |                   |            |            |  | Slávia Bratislava | 3              |        |
|  |                   |                  |  |           |                   |            |            |  | Slávia Bratislava | 3              |        |
|  |                   |                  |  |           |                   |            |            |  |                   | Nové Mesto n/V | 0      |
|  | Brusno            | 0                |  |           |                   |            |            |  |                   | Nové Mesto n/V | 0      |
|  | Brusno            | 0                |  |           |                   |            |            |  |                   |                |        |
|  | UKF Nitra         | 3                |  |           |                   |            |            |  |                   |                |        |
|  | UKF Nitra         | 3                |  | UKF Nitra | 3                 | 2          |            |  |                   |                |        |
|  |                   |                  |  | UKF Nitra | 3                 | 2          |            |  |                   |                |        |
|  |                   |                  |  |           | Nové Mesto n/V    | 2          | 3          |  |                   |                |        |
|  | Nové Mesto n/V    | 3                |  |           | Nové Mesto n/V    | 2          | 3          |  |                   |                |        |
|  | Nové Mesto n/V    | 3                |  |           |                   |            |            |  |                   |                |        |
|  | Hit Trnava        | 0                |  |           |                   |            |            |  |                   |                |        |
|  | Hit Trnava        | 0                |  |           |                   |            |            |  |                   |                |        |

### Risultati

#### Quarti di finale
| 9 gennaio 2021 Mestská športová hala, Nové Mesto nad Váhom Durata: 1h:11 - Spettatori: 0  | Slávia Bratislava | 3 - 0 | Prešov     | 25-13, 25-16, 25-19 |
| 9 gennaio 2021 Mestská športová hala, Nové Mesto nad Váhom Durata: 1h:18 - Spettatori: 0  | Brusno            | 0 - 3 | UKF Nitra  | 31-33, 9-25, 18-25  |
| 10 gennaio 2021 Mestská športová hala, Nové Mesto nad Váhom Durata: 1h:09 - Spettatori: 0 | Nové Mesto n/V    | 3 - 0 | Hit Trnava | 25-22, 25-17, 25-15 |

#### Semifinali

##### Andata
| 29 gennaio 2021 ŠH SOŠ, Pezinok Durata: 1h:49 - Spettatori: 0              | Pezinok-Bilíkova | 1 - 3 | Slávia Bratislava | 17-25, 20-25, 25-18, 23-25        |
| 30 gennaio 2021 Mestská športová hala, Nitra Durata: 2h:08 - Spettatori: 0 | Nové Mesto n/V   | 3 - 2 | UKF Nitra         | 23-25, 25-15, 25-18, 21-25, 16-14 |

##### Ritorno
| 20 febbraio 2021 ŠH Dom športu, Bratislava Durata: 1h:17 - Spettatori: ?                   | Slávia Bratislava | 3 - 0 | Pezinok-Bilíkova | 25-20, 25-23, 25-17              |
| 20 febbraio 2021 Mestská športová hala, Nové Mesto nad Váhom Durata: 2h:15 - Spettatori: 0 | Nové Mesto n/V    | 3 - 2 | UKF Nitra        | 28-30, 25-27, 27-25, 25-16, 15-7 |

#### Finale
| 7 marzo 2021 Mestská športová hala, Nitra Durata: 1h:28 - Spettatori: 0 | Slávia Bratislava | 3 - 0 | Nové Mesto n/V | 26-24, 25-23, 25-17 |